# Joe Fulks
Joseph Franklin Fulks (* 26. Oktober 1921 in Birmingham, Kentucky; † 21. März 1976 in Eddyville, Kentucky), genannt „Jumpin’ Joe“, war ein US-amerikanischer Basketballspieler. Zwischen 1946 und 1954 spielte er in der US-Profiliga National Basketball Association (NBA) für die Mannschaft der Philadelphia Warriors. Fulks war 1,95 m groß und spielte auf der Position des Forward.
Joe Fulks war der erste herausragende Scorer der noch jungen NBA. Er benutzte ursprünglich den alten zweihändigen Standwurf, um dann zum neuen einhändigen Wurf zu wechseln. Am 10. Februar 1949 erzielte Fulks 63 Punkte in einem Spiel, ein NBA-Rekord, der erst 1959 durch Elgin Baylor überboten wurde. Mit den Warriors wurde Fulks 1947 erster NBA-Champion. Fulks beendete seine Karriere mit über 8000 erzielten Punkten. Am 1. Mai 1978 wurde er posthum in die Naismith Memorial Basketball Hall of Fame aufgenommen.